# AMOK
AMOK — дебютний альбом супергурту Atoms for Peace, представлений 25 лютого 2013 року лейблом XL Recordings. В альбомі взяли участь: вокаліст Radiohead Том Йорк, продюсер Radiohead Найджел Ґодріч, басист Red Hot Chili Peppers Флі, барабанщик Джої Воронкер та бразильський перкусіоніст Мауро Рефоско. Альбом поєднує електронні та живі інструменти.

## Створення гурту і запис
Том Йорк створив Atoms for Peace у 2009 році спеціально для виконання пісень зі свого першого сольного альбому «The Eraser». Після завершення туру в 2010 році гурт три дні джемував і записував оригінальний матеріал у студії в Лос-Анджелесі. Учасників об'єднала спільна любов до музики афробіт та Фели Куті.
Йорк показував гурту електронну музику, яку він створив, і музиканти відтворювали її за допомогою живих інструментів. Йорк і продюсер Найджел Ґодріч редагували та аранжували записи протягом двох років після триденних сесій Atoms for Peace у 2010 році.

## Список композицій
| #     | Назва                         | Тривалість |
| ----- | ----------------------------- | ---------- |
| 1.    | «Before Your Very Eyes...»    | 5:47       |
| 2.    | «Default»                     | 5:15       |
| 3.    | «Ingenue»                     | 4:30       |
| 4.    | «Dropped»                     | 4:57       |
| 5.    | «Unless»                      | 4:40       |
| 6.    | «Stuck Together Pieces»       | 5:28       |
| 7.    | «Judge, Jury and Executioner» | 3:28       |
| 8.    | «Reverse Running»             | 5:06       |
| 9.    | «Amok»                        | 5:24       |
| 44:35 |                               |            |

## Персоналії
Atoms for Peace
- Том Йорк — вокал, клавішні, програмування, гітари
- Найджел Ґодріч — продакшн, програмування
- Джої Воронкер — ударні
- Мауро Рефоско — перкусія
- Флі — бас

Додатковий персонал
- Даррелл Торп — інженер звукозапису
- Дрю Браун — додактовий інженер
- Стенлі Донвуд — дизайн («lost Angeles lost»)
- Браян Гарднер — мастерінг